# Guido IV de Spoleto
Guido IV (Guy o Wido, asesinado en 897) fue duque de Spoleto y marqués de Camerino probablemente desde 889 y príncipe de Benevento desde 895, en ambos casos, hasta su muerte. Fue hijo de Guido II de Spoleto, duque de Spoleto de la dinastía Guidoni.

## Biografía
Ya sea en 888, cuando Guido III de Spoleto fue coronado rey de Francia en Langres (y resignó el cargo, pues los nobles franceses eligieron a Eudes), o más probablemente en 889, cuando Guido III consiguió ser coronado rey de Italia con éxito, despojándose de sus responsabilidades en el ducado de Spoleto (la posesión hereditaria de su familia, los Widones), cuando Guido IV fue asociado al ducado de Spoleto, actuando como verdadero duque y compartiendo el título con el propio Guido III y su hijo Lamberto II, mientras estos últimos se ocupaban de sus asuntos en el reino de Italia y en el Imperio carolingio, en disputa con Berengario de Friuli y con Arnulfo de Carintia.
Guido IV fue un guerrero capaz y un líder militar. Conquistó en 895 Benevento a los griegos del imperio bizantino, que lo habían ocupado y convertido en capital efímera de su provincia o thema de Longobardia. Se convirtió así en príncipe de Benevento y ofreció la regencia de su principado a Guaimario I de Salerno, el marido de su hermana Ita, pero Guaimario fue capturado en ruta a Benevento por Adelferio, el gastaldo de Avellino. Guido tuvo que sitiar a Avellino para conseguir la liberación de su cuñado, que había sido cegado por Adelferio.
Después de gobernar en Benevento durante un año y ocho meses, viajó a Roma en la primavera de 897 acompañando a su pariente el emperador Lamberto, para apoyarlo en su lucha contra el Papado y recibir la reconfirmación de su título imperial, puesto en duda por el nombramiento en febrero del año anterior del emperador Arnulfo de Carintia por parte del Papa Formoso. Guido fue asesinado en un puente del Tíber por agentes de Alberico, que se apoderó de Spoleto y se estableció como duque. Benevento fue gobernado por su obispo Pedro durante 897, hasta que Radalgiso II fue restaurado en su título de príncipe de Benevento.